# Galium palustre
Galium palustre é uma espécie de planta com flor pertencente à família Rubiaceae. 
A autoridade científica da espécie é L., tendo sido publicada em Species Plantarum 1: 105. 1753.

## Portugal
Trata-se de uma espécie presente no território português, nomeadamente os seguintes táxones infraespecíficos:
- Galium palustre var. elongatum  - presente em Portugal Continental. Em termos de naturalidade é nativa da região atrás referida. Não se encontra protegida por legislação portuguesa ou da Comunidade Europeia.
- Galium palustre var. palustre - presente em Portugal Continental e no Arquipélago dos Açores. Em termos de naturalidade é nativa das duas regiões atrás referidas. Não se encontra protegida por legislação portuguesa ou da Comunidade Europeia.